# Philopota truquii
Philopota truquii är en tvåvingeart som beskrevs av Luigi Bellardi 1859. Philopota truquii ingår i släktet Philopota och familjen kulflugor. Inga underarter finns listade i Catalogue of Life.